# ماسودا تاکاشی
ماسودا تاکاشی (انگلیسی: Masuda Takashi؛ ۱۲ نوامبر ۱۸۴۸ – ۲۸ دسامبر ۱۹۳۸) کارآفرین، بازرگان و مدیر ارشد اجرایی ژاپنی بود، که در سال ۱۸۷۶ شرکت میتسویی اند کو. را تأسیس نمود.